# Ізабель Колліс
Ізабель Вікторія Колліс (народилася 22 вересня 1996) — англійська гравця в крикет, яка зараз грає за «Sussex Women cricket team». Вона грає як відбивачка правша. Раніше вона грала за «Berkshire Women cricket team» і «Berkshire Women cricket team», «Southern Vipers» у англійській жіночій Суперлізі з крикету.

## Біографія
Ізабель Вікторія Колліс народилася 22 вересня 1996 року в Оксфорді, Велика Британія.
У 2010 році Колліс дебютувала у беркширській команді з крекеру . У 2011 році вона почала грати за Суперлігу з крикету серед жінок» і допомогла здобути титул чемпіона округу в 2013 році, у тому ж сезоні, в якому вона провела свій перший півсотні, забивши 51 у ворота йоркширської команди. У 2015 році Ізабель стала другою за результатом у  Чемпіонаті округу, здійснивши 184 пробіжки із середнім показником 36,80, а також допомогла своїй команді виграти жіночий Кубок Twenty20 у 2015 році.
У 2016 році Колліс була в команді Southern Vipers в жіночій Суперлізі з крикету, зігравши два матчі з 10 пробіжками.
У 2018 році Колліс зіграла три матчі за «Гемпшир» у їх переможному сезоні Чемпіонату . Вона зіграла решту сезону за «Сассекс» і була для них другою за результатом у Кубку Twenty20, здійснивши 130 пробіжок із середнім показником 32,50. У 2019 році Колліс зробила 110 пробіжок у Чемпіонаті округу, включно з високим результатом 67 у списку A . Ізабель зіграла два матчі за команду на жіночому турнірі Twenty20 Cup у  2021 році, здійснивши 60 пробіжок, а також зіграла два матчі на жіночому чемпіонаті Лондона у 2021 році й набрала 39 пробіжок. У 2022 на Women's Twenty20 Cup Ізабель Колліс зіграла сім матчів та здійснила 56 пробіжок.

## Зовнішні посилання
- Isabelle Collis на сайті Espncricinfo.com
- Isabelle Collis на сайті CricketArchive